# Papilio chiansiades
Papilio chiansiades är en fjärilsart som beskrevs av John Obadiah Westwood 1872. Papilio chiansiades ingår i släktet Papilio och familjen riddarfjärilar. IUCN kategoriserar arten globalt som otillräckligt studerad.
Artens utbredningsområde är Ecuador. Inga underarter finns listade i Catalogue of Life.

## Bildgalleri

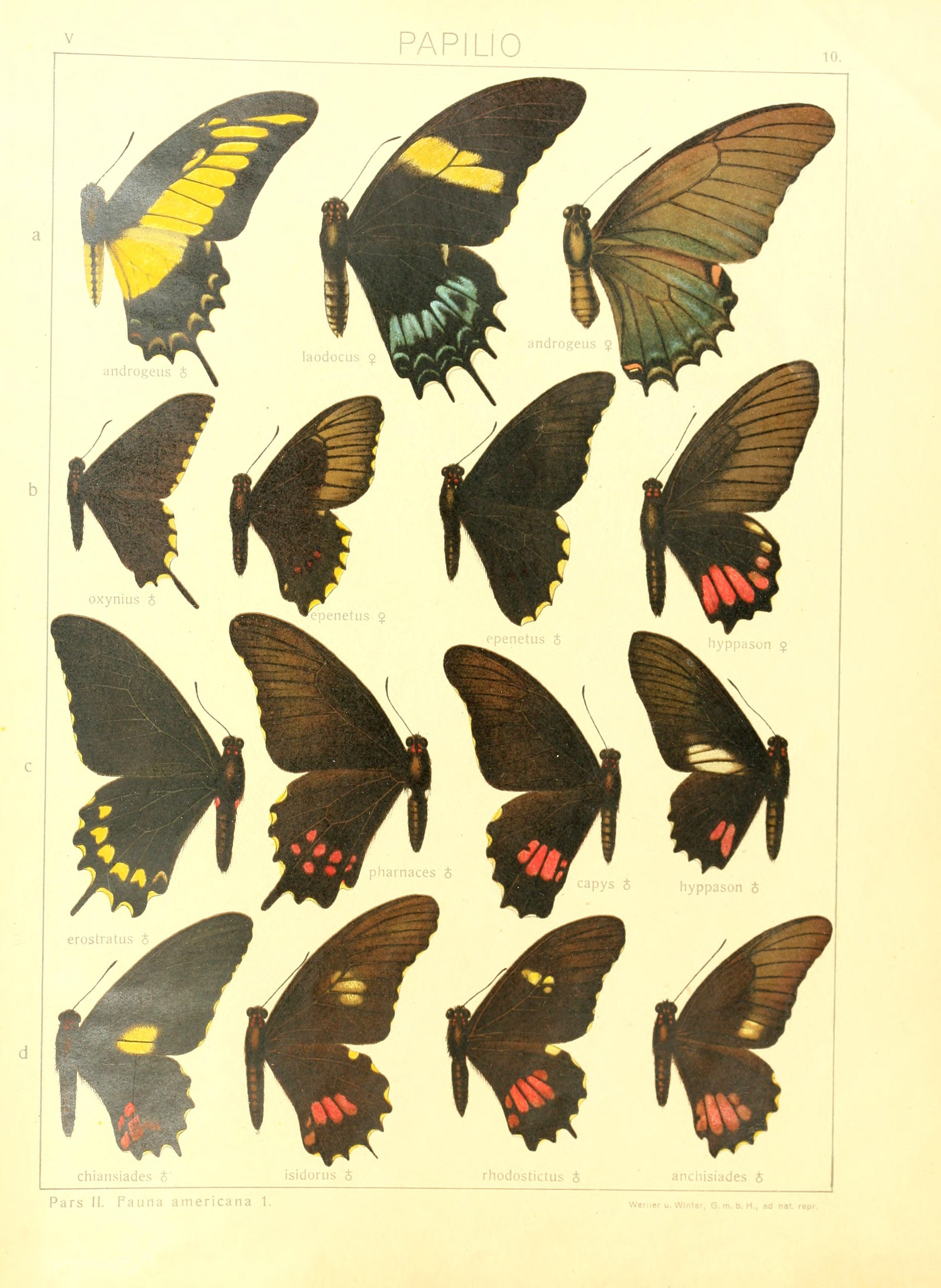